# Cotinga cordon-rouge
Pipreola whitelyi
Espèce
Statut de conservation UICN

 LC  : Préoccupation mineure
Le Cotinga cordon-rouge (Pipreola whitelyi) est une espèce de passereaux de la famille des Cotingidae.

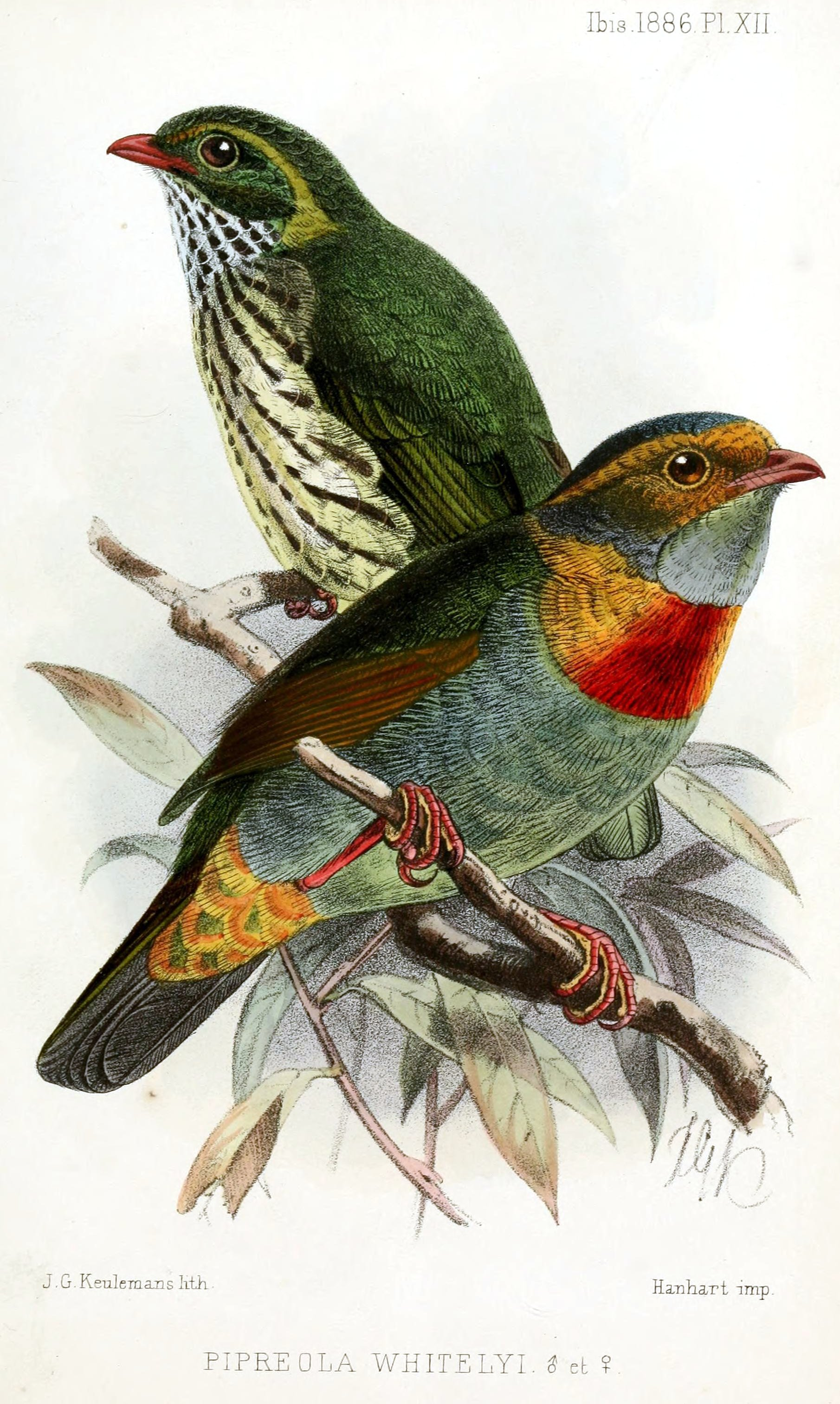